# Office du tourisme d'Andenne
 (mars 2024).
L’Office du tourisme d'Andenne est situé dans une habitation construite en 1907 par l'architecte Achille Simon dans le style Art nouveau.
Elle est classée depuis 2002 et abrite l'office du tourisme de la ville d'Andenne qui lui donne son nom[pas clair].

## Description

### La façade
La façade est en brique jaune posée sur un soubassement en pierre de taille.
Elle est surmontée d'un arc composé de carreaux de céramique représentant des cygnes sur un lac bordé d'iris et de nénuphars à l'aube. Les rayons du soleil sont prolongés par les briques qui bordent l'arc disposées de façon rayonnante.

### L'intérieur
Le hall est classé. Il est décoré de mosaïques et de colonnes au courbes Art nouveau. Dans les autres pièces du rez-de-chaussée, on peut voir des plafonds moulurés Art Nouveau représentant des courbes en coup de fouet et des visages féminins.